# Kylmäpihlaja fyr
Kylmäpihlaja fyr (finska: Kylmäpihlajan majakka) är en fyr  och tidigare lotsstation på ön Kylmäpihlaja, 10 kilometer väster om Raumo i Finland.
Fyren är byggd av tegel och hopbyggd med lotsstationen och bostadslängan. Den tändes första gången år 1953 och ersatte fyrskeppet Relandersgrund. Fyrapparaten visar fyra vita blixtar var 45:e sekund. Lysvidden var ursprungligen 27 sjömil, men har minskats till 17 sjömil. Bostadslängan hade plats till 12 lotsar, 8 besättningsmän till lotsbåtarna och två fyrvaktare.
Fyren var försedd med en nautofon med en räckvidd på 50 kilometer och en cirkulär radiofyr. Två dieselgeneratorer stod för elen, men efter att en elkabel har dragits till ön är fyren ansluten till denna. 
Fyren och lotsstationen avbemannades år 1999 och lotsverksamheten flyttades till fastlandet. År 2001 sålde Sjöfartsverket ön till Raumo stad.
Anläggningen har byggts om till hotell och restaurang som  är öppen från maj till september.
Fyren kan nås med båt eller vattenbuss från Raumo. Fyrplatsen och fyren är öppen för  allmänheten. Det är 104 trappsteg upp till toppen.